# Худяков, Николай Васильевич
Николай Васильевич Худяко́в (20 июля 1913 — 29 марта 1996) — лётчик-истребитель, ас, сбивший в воздушных боях 20 самолётов противника лично и 3 в группе, участник Великой Отечественной войны, помощник по воздушно-стрелковой службе командира 32-го истребительного авиационного полка 256-й истребительной авиационной дивизии 5-го истребительного авиационного корпуса 2-й воздушной армии. Герой Советского Союза (медаль «Золотая Звезда» № 7543), капитан.

## Биография
Худяков Николай Васильевич родился 20 июля 1913 года в городе Туле в семье рабочего. Окончил 7 классов средней школы № 10, по окончании учился в школе ФЗУ патронного завода. По окончании школы ФЗУ работал слесарем, затем бригадиром слесарей на патронном заводе. Учился в аэроклубе Осоавиахима.
В 1932 года призван в ряды РККА, направлен на учёбу в Ейское военно-морское авиационное училище лётчиков, которое окончил в 1933 году. Служил в авиабригаде под командованием Я. В. Смушкевича. Член ВКП(б) с 1943 года.

### Во время войны
Великую Отечественную войну встретил 22 июня 1941 года в звании лейтенанта в должности лётчика 66-го штурмового авиационного полка 15-й смешанной авиационной дивизии, базировавшегося в Куровичи Львовской области Киевского военного округа. Полк имел на вооружении 58 самолётов И-15 бис, а также 5 самолётов Ил-2, только поступивших в полк и ещё не освоенных лётчиками.
22 июня 1941 года в результате первого налёта авиации противника на аэродром Куровичи было выведено из строя 36 самолётов полка. К исходу дня в составе полка осталось всего 24 самолёта И-15 бис и 3 самолёта Ил-2. В начале июля остатки полков, входивших в состав 15-й смешанной авиационной дивизии (23-й иап, 62-й шап, 66-й шап, 89-й иап), были неформально сведены в один полк, основу которого составляли самолёты и лётчики 66-го штурмового авиационного полка.
Сводный полк участвовал в обороне Киева, провоевав до сентября 1941 года. Худяков летал на И-15 бис. При выполнении задачи по штурмовке войск противника лично уничтожил переправу и около роты солдат противника. Известен случай, когда лейтенант Худяков в боях под Киевом выпущенными шасси своего самолёта пытался давить солдат Вермахта. В середине сентября 1941 года старший лейтенант Худяков Н. В. вместе с другими лётчиками полка убыл на переформирование в тыл в район города Балашова. В период переформирования старший лейтенант Худяков переучился на истребитель Як-1 и в апреле 1942 года был направлен в 581-й истребительный авиационный полк, в котором провоевал до февраля 1943 года. С февраля по май 1943 года — в составе 91-го истребительного авиационного полка 256-й истребительной авиационной дивизии 5-го истребительного авиационного корпуса. Летал на самолётах Як-7Б и Як-9. В одном из боёв самолёт был подбит. Худяков пошёл на вынужденную посадку. Инструкцией предусматривалась в таких случаях посадка не на колёса, а на фюзеляж, что всегда приводило к большим повреждениям машины. Худяков с риском для себя сел с выпущенными шасси. Риск не оправдался: самолёт, попав в яму, заросшую травой, перевернулся. Николай Васильевич был строго наказан. Поэтому он долго ходил в звании лейтенанта. 26 августа 1942 года Худяков был осужден военным трибуналом. В сентябре 1943 года лётчик был «освобождён от наказания» и стал считаться «не имеющим судимости». Продолжал воевать в составе 256-й истребительной авиационной дивизии в должности командира эскадрильи 728-го истребительного авиационного полка, заместителя командира эскадрильи 32-го истребительного авиационного полка с января 1944 года. С августа 1944 года занимает должность помощника командира 32-го истребительного авиационного полка по воздушно—стрелковой службе. За этот период обучил 15 вновь прибывших молодых лётчиков искусству ведения воздушного боя.
К моменту представления на звание Герой Советского Союза капитан Худяков выполнил 308 боевых вылетов, из них на самолётах И-15 бис выполнил 92 боевых вылета, на самолётах Як-7Б и Як-9 налетал 321 час, выполнил 216 боевых вылетов, из них:
- на сопровождение штурмовиков и бомбардировщиков — 114 вылетов,
- на прикрытие боевых порядков наземных войск и переправ при форсировании рек Днепр, Буг, Днестр и Одер — 73 вылета,
- на штурмовку войск противника — 41 боевой вылет,
- на воздушную разведку — 16 боевых вылетов,
- на «свободную охоту» — 6 боевых вылетов,
- прочих боевых вылетов — 57.

По данным из наградного листа на присвоение звания Героя Советского Союза на 18 марта 1945 года капитан Худяков провёл 65 воздушных боёв, в которых лично сбил 19 самолётов противника, из них:
| Ju-87 | Fw-190 | Me-109 |
| ----- | ------ | ------ |
| 5     | 4      | 10     |

Всего же за время войны совершил около 460 боевых вылетов, провёл десятки штурмовок, в 70-ти воздушных боях сбил лично 20 самолётов противника и 3 в группе — по данным наградных документов, а по данным исследования М. Ю. Быкова — одержал 18 личных побед.
За мужество и воинскую доблесть, проявленные в боях с врагами, помощник командира 32-го истребительного авиационного полка по воздушно-стрелковой службе (256-я истребительная авиационная дивизия, 5-й истребительный авиационный корпус, 2-я Воздушная армия, 1-й Украинский фронт) капитан Н. В. Худяков Указом Верховного Совета СССР 27 июня 1945 года удостоен звания Героя Советского Союза.
За время войны:
| Выполнил боевых вылетов | Провёл воздушных боёв | Сбил самолётов противника |
| ----------------------- | --------------------- | ------------------------- |
| 460                     | 70                    | 20 лично и 3 в группе     |

### Участие на фронтах, в операциях и битвах

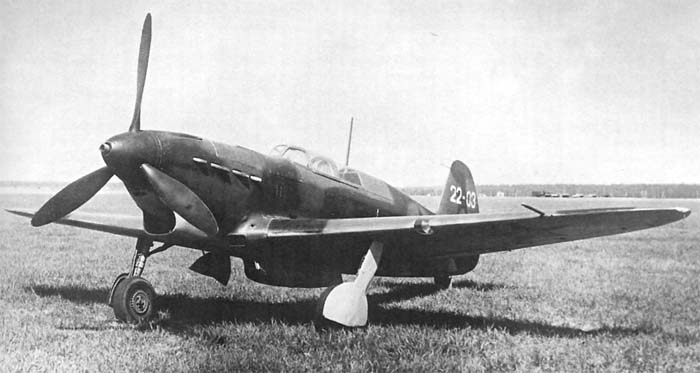
Истребитель Як-7

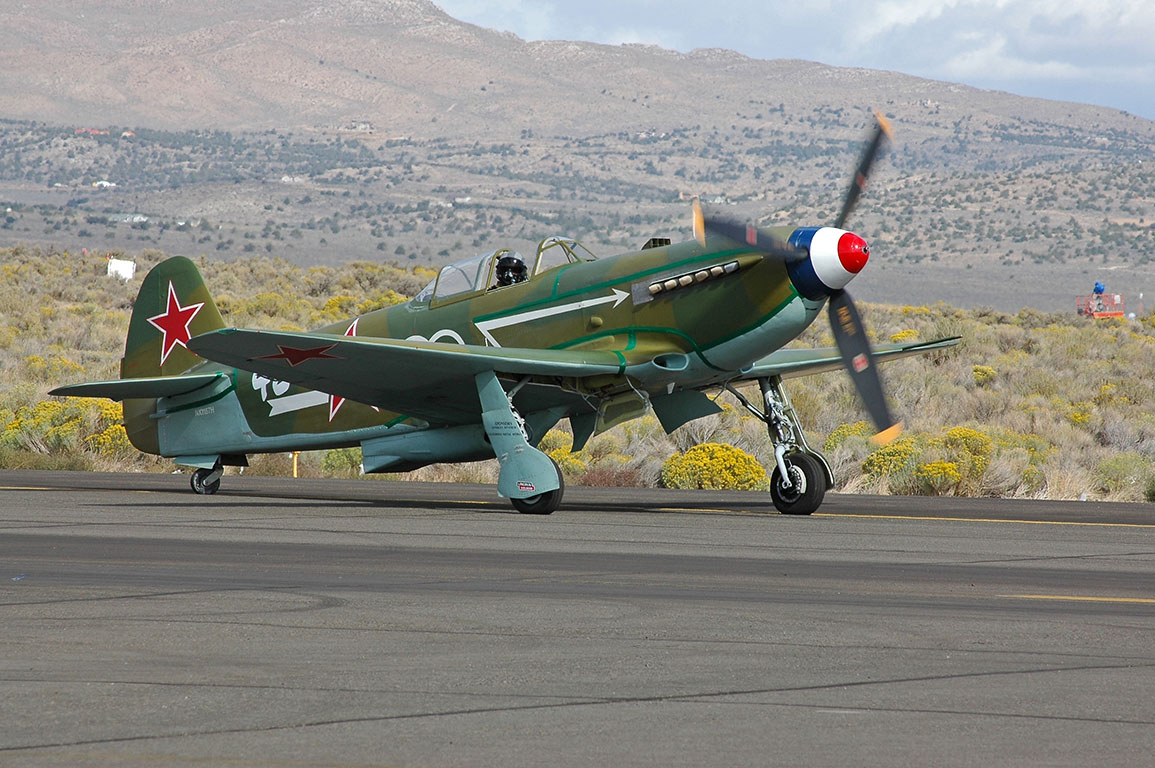
Самолет Як-9

Худяков Николай Васильевич воевал на:
- Юго-Западном фронте;
- Калининском фронте;
- Степном фронте;
- Воронежском фронте;
- 1-м Украинском фронте.

Принимал участие в операциях и битвах:
- Курская битва — с 9 июля 1943 года по 12 июля 1943 года;
- Смоленская операция[6] — с 7 августа 1943 года по 2 октября 1943 года;
- Белгородско-Харьковская операция — с 3 августа 1943 года по 23 августа 1943 года:
- Черниговско-Припятская операция — с 26 августа 1943 года по 30 сентября 1943 года;
- Киевская наступательная операция[6] — с 3 ноября 1943 года по 22 декабря 1943 года;
- Киевская оборонительная операция[6] — с 13 ноября 1943 года по 23 декабря 1943 года;
- Житомирско-Бердичевская операция[6] — с 24 декабря 1943 года по 14 января 1944 года;
- Корсунь-Шевченковская операция[6] — с 24 января 1944 года по 17 февраля 1944 года;
- Ровно-Луцкая операция[6] — с 27 января 1944 года по 11 февраля 1945 года;
- Проскуровско-Черновицкая наступательная операция[6] — с 4 марта 1944 года по 17 апреля 1944 года;
- Львовско-Сандомирская операция[6] — с 13 июля 1944 года по 29 августа 1944 года;
- Восточно-Карпатская операция[6] — с 8 сентября 1944 года по 28 октября 1944 года;
- Карпатско-Дуклинская операция[6] — с 8 сентября 1944 года по 28 октября 1944 года;
- Сандомирско-Силезская операция[6] — с 12 января 1945 года по 23 февраля 1945 года;
- Нижне-Силезская наступательная операция[6] — с 8 февраля 1945 года по 24 февраля 1945 года;
- Верхне-Силезская наступательная операция[6] — с 15 марта 1945 года по 31 марта 1945 года;
- Берлинская наступательная операция[6] — с 16 апреля 1945 года по 8 мая 1945 года;
- Пражская операция — с 6 мая 1945 года по 11 мая 1945 года.

### Воздушные победы
| Дата          | Противник | Место ведения воздушного боя | Свой самолёт |
| ------------- | --------- | ---------------------------- | ------------ |
| 16.07.1943 г. | 1 Me-109  | Новоселовка                  | Як-7, Як-9   |
| 17.08.1943 г. | 1 Me-109  | западнее Боромля             | Як-7, Як-9   |
| 21.08.1943 г. | 1 Me-109  | Веселый Гай                  | Як-7, Як-9   |
| 26.08.1943 г. | 1 Fw-190  | Камыши                       | Як-7, Як-9   |
| 27.08.1943 г. | 1 Fw-190  | р-н Глинска                  | Як-7, Як-9   |
| 09.09.1943 г. | 1 Ju-87   | Большая Павловка             | Як-7, Як-9   |
| 11.09.1943 г. | 2 Me-109  | Красное Знамя                | Як-7, Як-9   |
| 11.09.1943 г. | 1 Ju-87   | северо-западнее Красные Луки | Як-7, Як-9   |
| 03.11.1943 г. | 1 Ju-87   | Пуща Водица                  | Як-7, Як-9   |
| 24.01.1944 г. | 1 Me-109  | Константиновка               | Як-7, Як-9   |
| 24.01.1944 г. | 1 Fw-190  | р-н Винницы                  | Як-7, Як-9   |
| 25.01.1944 г. | 1 Me-109  | Константиновка               | Як-7, Як-9   |
| 07.04.1944 г. | 1 Me-109  | Пшевлока                     | Як-7, Як-9   |
| 28.04.1944 г. | 1 Fw-190  | территория Польши            | Як-7, Як-9   |
| 03.05.1944 г. | 1 Ju-88   | Хоцимеж                      | Як-7, Як-9   |
| 10.05.1944 г. | 1 Fw-190  | северо-западнее Микуляницы   | Як-7, Як-9   |
| 01.02.1945 г. | 1 Me-109  | северо-западнее Крабиц       | Як-7, Як-9   |

- Воздушные победы приведены в соответствии с данными М. Ю. Быкова[2].

Итого сбито — 23, из них лично — 20.

### После войны
По окончании войны капитан Худяков Николай Васильевич продолжал службу в ВВС. В звании майора Н. В. Худяков уволился в запас. Проживал в Москве по адресу: Новопесчаная улица, 23/7. Работал заведующим хозяйством на московском стадионе «Юность». Умер 29 марта 1996 года. Похоронен на Митинском кладбище города Москвы.

## Награды
- Медаль «Золотая Звезда» Героя Советского Союза (№ 7543, 27.06.1945)[4];
- орден Ленина (27.06.1945)[4];
- орден Красного Знамени (22.10.1943)[1];
- орден Красного Знамени (19.06.1944)[3];
- орден Александра Невского (1944);
- орден Отечественной войны 1-й степени (11.03.1985)[9];
- медаль «За боевые заслуги» (03.11.1944);
- медали.